# Wesertor (Minden)

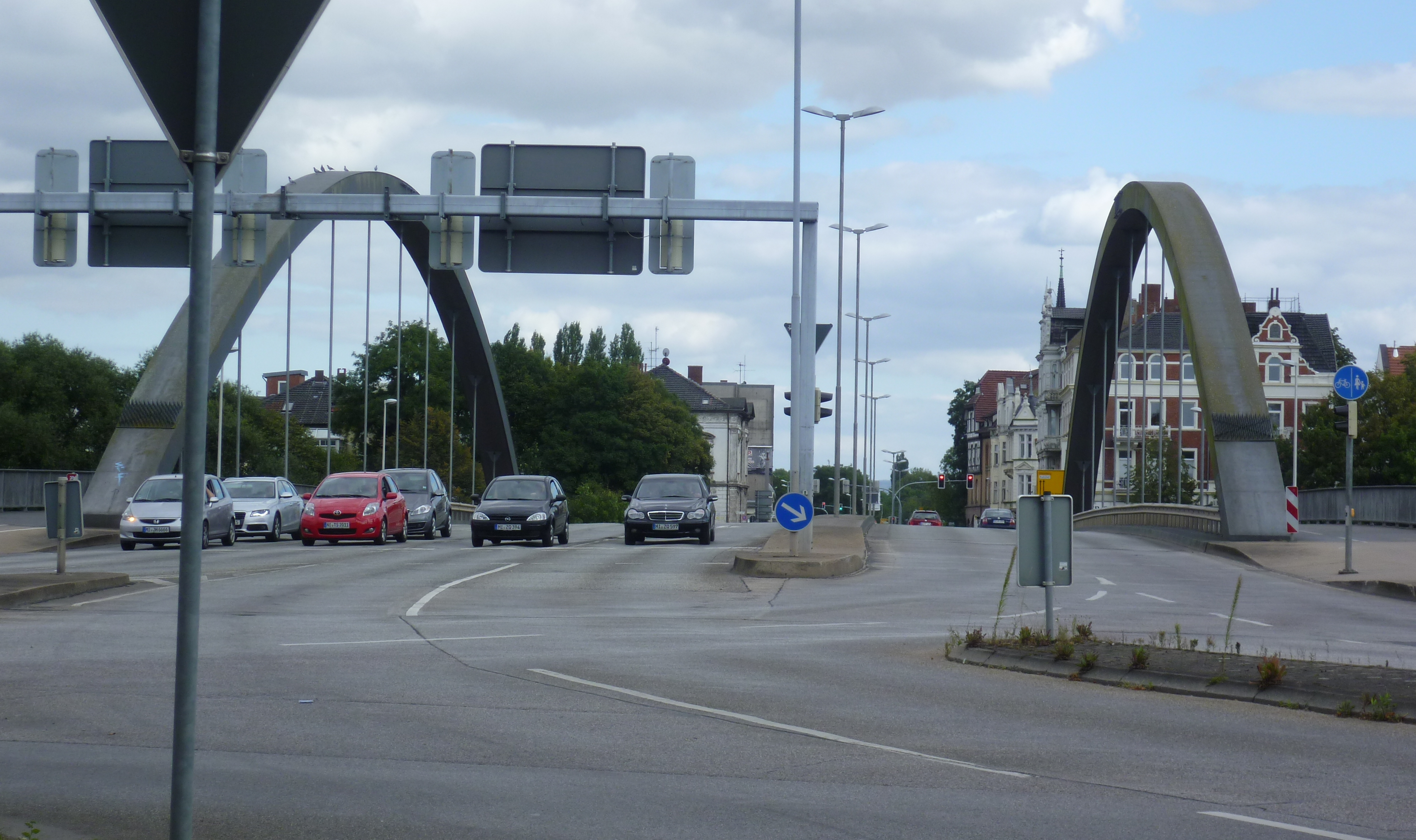
Blick vom Wesertor nach Osten auf die Weserbrücke

Das Wesertor in der ostwestfälischen Stadt Minden ist ein markantes Stadtquartier am westlichen Ende des Übergangs über die Weser im Stadtteil Minden-Innenstadt.

## Geschichte
Die preußische Stadt Minden war von einer Stadtmauer umgeben und bildete die Festung Minden. Der Übergang über die Weser war mit einem Festungstor, dem Wesertor gesichert, das aufgrund der taktischen Lage am östlichen Ausgang der Stadt eine besondere Architektur hatte.
Nach Auflösung der Festung wurde das Festungstor abgerissen und auf dem westlichen Widerlager der Weserbrücke entstand ein Platz, der dem jeweiligen Zeitgeschmack unterschiedlich gestaltet war.
In den 1970er Jahren wurde im Rahmen der Sanierung der Innenstadt der Kreisverkehr abgerissen, die Bäckerstraße zur Fußgängerzone, die Umgehungsstraßen in den Klausenwall nach Süden und den Grimpenwall nach Norden ausgebaut. Sie wirken für den Fußgängerverkehr jetzt wie ein Riegel, und Fußgänger müssen an der Großkreuzung Wesertor mit Ampeln überqueren. Die Weser mit der Promenade und die Mindener Schlagde sind von der Innenstadt abgeschnitten.
In den 2010er Jahren gab es Überlegungen, den Verkehr noch weiter aus der Stadt herauszunehmen und die Straße Grimpenwall zurückzubauen. Hier sollte ein sogenannter Stadtbalkon entstehen, mit Aufenthaltsqualität an der Weser.
Heute ist das Wesertor der Eingang in die Kernstadt Minden und damit auch der Fußgängerzone.
In der südöstlichen Ecke steht platzprägend das Denkmal des Großen Kurfürsten.
Das ehemalige Karstadtgebäude ist als Einzelhandelsstandort „Wesertor“ ausgebaut. Ankermieter ist hier H&M, ein schwedisches Textilhandelsunternehmen, das eingemietete Fitnessstudio wird nicht von allen als gut für die Stadtentwicklung gesehen.